# Franciszek Marchlewski
Franciszek Marchlewski (ur. grudzień 1920 w Kwidzynie, zm. 25 września 2004 w Gdyni) – polski pływak, trener.
W 1947 roku jako pierwszy zawodnik z Pomorza został mistrzem Polski w pływaniu; zdobywał złote medale mistrzostw Polski jeszcze trzykrotnie. Przez lata był związany z Flotą Gdynia, gdzie wychował wielu zawodników, m.in. Andrzeja Salamona. Był także trenerem kadry narodowej oraz działaczem Polskiego Związku Pływackiego. Zmarł po długiej i ciężkiej chorobie w 2004 r.